# Neuillé
Neuillé ist eine französische Gemeinde mit 1.011 Einwohnern (Stand: 1. Januar 2022) im Département Maine-et-Loire in der Region Pays de la Loire. Sie gehört zum Arrondissement Saumur und zum Kanton Longué-Jumelles. Die Einwohner werden Neuilléens genannt.

## Geographie
Neuillé liegt im Regionalen Naturpark Loire-Anjou-Touraine, sieben Kilometer nördlich von Saumur. Umgeben wird Neuillé von den Nachbargemeinden Blou im Nordwesten und Norden, Vernantes im Nordosten, Allonnes im Osten und Süden sowie Vivy im Westen. Im Süden der Gemeinde verläuft die Autoroute A85.

## Bevölkerungsentwicklung
| Jahr                       | 1962 | 1968 | 1975 | 1982 | 1990 | 1999 | 2006 | 2012 | 2022 |
| -------------------------- | ---- | ---- | ---- | ---- | ---- | ---- | ---- | ---- | ---- |
| Einwohner                  | 643  | 633  | 570  | 721  | 860  | 869  | 872  | 985  | 1011 |
| Quellen: Cassini und INSEE |      |      |      |      |      |      |      |      |      |

## Sehenswürdigkeiten
- Kirche Saint-Médard
- Schloss Goupillon
- Schloss Salvert aus dem 16. Jahrhundert, umgebaut im 19. Jahrhundert

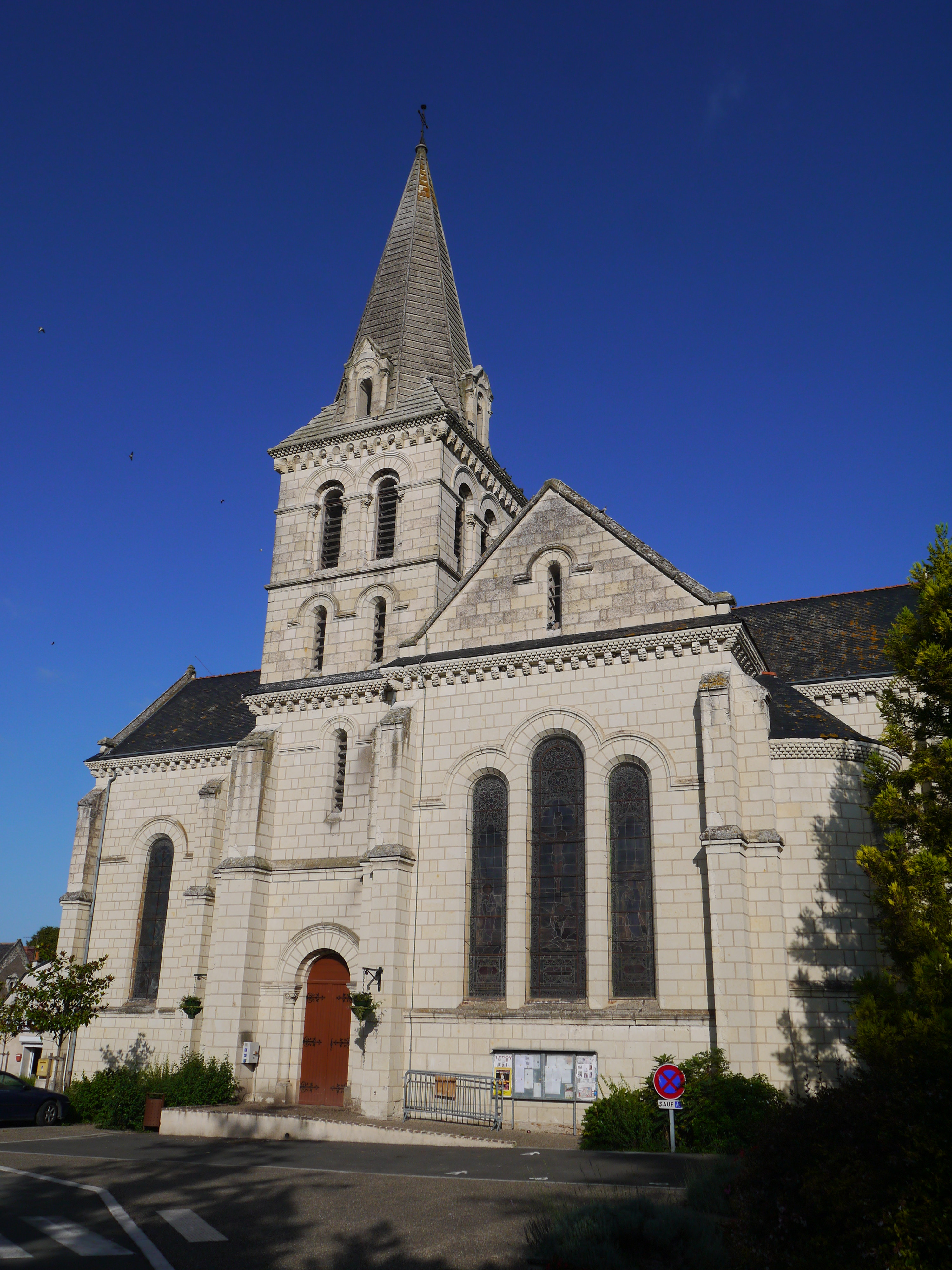
Kirche Saint-Médard
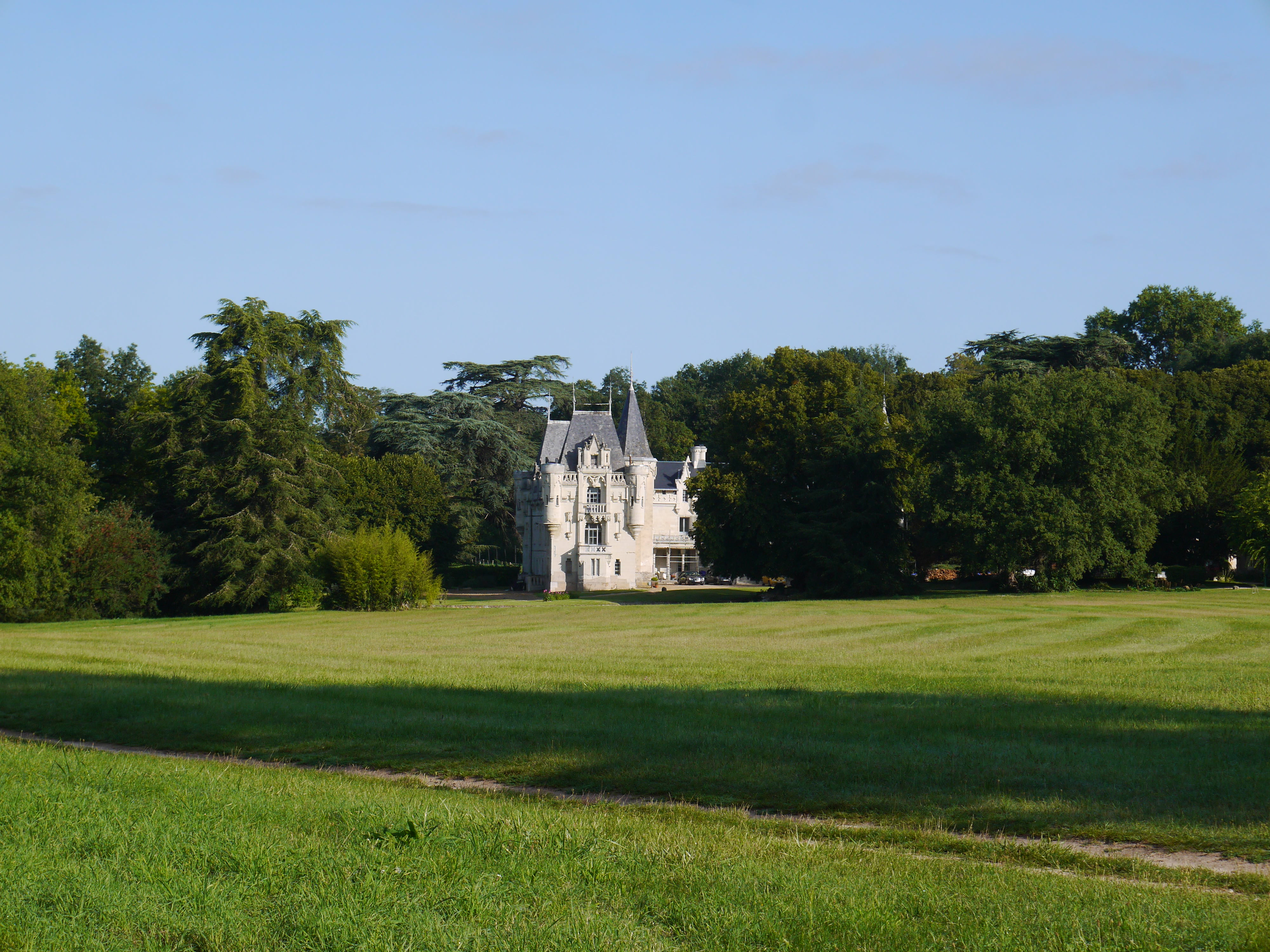
Schloss Salvert